# Sculeni, Iași
Sculeni este un sat în comuna Victoria din județul Iași, Moldova, România. Este situat pe malul drept al Prutului, la granița cu Republica Moldova, pe malul opus față de localitatea cu același nume din țara vecină. Acest sat reprezintă în primul rând un important punct de trecere al frontierei pe cale rutieră între România și Republica Moldova, dar și o zonă de agrement, deoarece aici se poate înota în Prut, existând o plajă cu nisip special amenajat pentru acest lucru. Punctul vamal de la  Sculeni permitea în trecut, în perioada comunismului din România doar trecerea în mod limitat a unor persoane sau rude între România și URSS. În 1990, presiunea publicului din RSS Moldovenească a obligat conducerea republicii și uniunii să permită deschiderea circulației prin punctul de frontieră. Modernizându-se ulterior, punctul de trecere a frontierei Sculeni-Sculeni a devenit apoi a doua legătură între România și Republica Moldova ca importanță, după Albița-Leușeni.
La recensământul din 1860, Sculenii erau oficial a 38-a localitate urbană a Moldovei, după numărul populației (1291 locuitori). 